# إباحية

يستخدم الرمز XXX للإشارة للمواد الإباحية في الولايات المتحدة ومناطق أخرى حول العالم

المواد الإباحية، من مطبوعات ومرئيات ومسموعات، هي تلك التي تثير الغريزة الجنسية من خلال النشاط الجنسي بأشكال شتى.

## تاريخ الإباحية

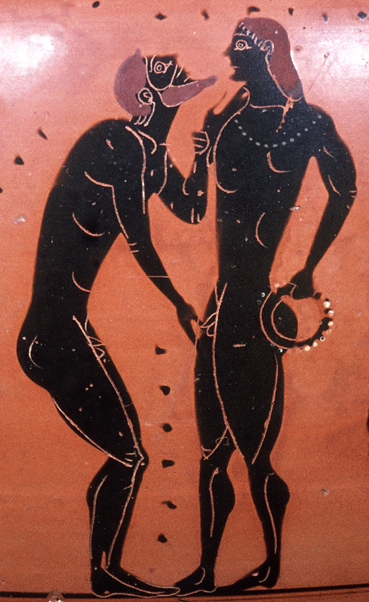
رسم إباحي إغريقي مثلي يعود للقرن الخامس قبل الميلاد

[محل شك] وتجلت الملامح الإباحية في بعض المجتمعات القديمة من خلال النقوش والآثار التي تصور أوضاعًا إباحية كثيرة في الحضارات القديمة. مؤخرًا، انتشرت الإباحية بفضل تطور وسائل الإعلام. فصناعة المواد الإباحية متزايدة الإنتاج والاستهلاك، ساعد على نموها السريع التطور التقني وظهور أجهزة الفيديو وأقراص الفيديو الرقمية CD وDVD والمتداولة عبر الهواتف، وشبكة الانترنت. ويوجد أنواع مختلفة من الإباحية تعتمد على الأنتماء الجنسي وحسب الأشخاص والثقافات. هذا يطلق العنان للإجراءات القانونية من جانب الذين يعارضون الإباحية فاسحًا مجالًا واسعًا للتأويل. كما يوفر فرص العمل المربح على الجيوش من المحامين لدى الغرب. بينما قد تكون منظمة بقوانين تسمح للعاملين في هذا المجال بتطوير وتوزيع إنتاجهم وفق قوانين معتمدة تراعي بين الرغبة البشرية في الإطلاع على هذه الممارسات وبين الرغبة في الحفاظ على مستوى لائق من الأخلاق العامة والفردية بنفس الوقت، كأن يُمنع عرضها على شاشات التلفزيون بدون تحذير عن المحتوى أو منع دخول المراهقين لدور عرض السينما لمشاهدة هذه الأفلام.

## التصنيف والأنواع
غالباً ما يتم التمييز ما بين كل من الإباحية والشبقية حيث تنطوي الشبقية على توصيف الجنسانية (النشاط الجنسي) عند البشر لأهداف فنية خالصة فلا يقتصر تركيز الأعمال الفنية الشبقية على الجانب الجنسي وحسب؛ إنما يتعداه ليركّز على المشاعر والأحاسيس. أمَّا المواد الإباحية فينحصر تركيزها على إظهار الممارسات والأفعال الجنسية من جانب حسيّ جسديّ بحت وبذلك فإنها تؤدي إلى استحضار ردود فعل جنسية سريعة وقوية.
تُقسم المواد الإباحية بصفة عامة إلى نوعين اثنين وهما ما يُطلق عليهما بالإنجليزية بالهاردكور والسوفتكور: تتضمن إباحية «الهاردكور» مشاهد وصور واقعية وواضحة للنشاط الجنسي بشتى أنواعه من جنس فموي ومهبلي وشرجي بتعرية كاملة وإظهار للأعضاء التناسلية، أمَّا إباحية السوفتكور فتتضمن مشاهد تعرية جزئية أو أحياناً كاملة في وضعيات مثيرة جنسياً دون إظهار مباشر للنشاط الجنسي.

### الأنواع الفرعية
يمكن تصنيف أنواع المواد الإباحية تبعاً للصفات الجسدية للمشاركين فيها أو لتوجهاتهم الجنسية أو لعدد الأفراد...إلخ، بالإضافة إلى أنواع النشاط الجنسي فيها. كما يؤثر على تصنيف المواد الإباحية ما يُعرف بالإباحية الواقعية وفيديوهات الرسوم الجنسية المتحركة وغيرها من الأشكال الأخرى. يمكن تصنيف المادة الإباحية الواحدة ضمن أكثر من نوع ومن هذه الأنواع هنالك:
- إباحية بديلة: عادةً ما يظهر الممثلين الإباحيين فيها على أنهم منتمين لثقافات فرعية مختلفة عن المجتمع الأوسع (من أمثال القوطيون والإيمو...إلخ)[7]
- إباحية الهواة: ينتجها ممثلون أو أشخاص غير احترافيون يؤدون دون مقابل مادي ودون معدات تصوير وإنتاج احترافية.[8]
- إباحية واقعية: هي مواد تحاكي وتقلّد إباحية الهواة تنتجها الشركات الإباحية بصورة احترافية.[9]
- إباحية البوندج: تنطوي على هو ممارسات ربط أو تقييد الشريك بغرض الإثارة الجنسية وهي خاصة بهواة البي دي إس إم.
- الإباحية الإثنية: هو نوع يظهر فيه ممثلين من مجموعة إثنية معينة أو تُصوّر علاقة جنسية بين أشخاص من مجموعات عرقية مختلفة مثل علاقات بين أفراد من ذوي البشرة البيضاء وأفراد من ذوي البشرة السوداء.[10]
- إباحية فيتيشية جنسية: تتمحور حول الانجذاب نحو أجزاء محددة من الجسد كالقدم مثلا، أو إلى شيء من الأشياء بعينه مثل الملابس الداخلية وما إلى ذلك.
- إباحية الجنس الجماعي: تتناول علاقات جنسية بين أكثر من شخصين.
- كما تُقسم الإباحية تبعاً للتوجه الجنسي للأفراد إلى إباحية المغايرين وإباحية المثليين الذكور وإباحية المثليات الإناث وإباحية مزدوجي التوجه جنسياً.

## الجانب الاقتصادي
انتشرت خلال سبعينات القرن العشرين المجلات والأفلام الإباحية نتيجة الثورة الجنسية في الغرب ورغم أنه من الصعب بمكان تقدير عائد تجارة الإباحية في الولايات المتحدة، إلَّا أن دراسة فيدرالية تعود لعام 1970 قدَّرت القيمة الإجمالية لعائدات مبيعات التجزئة من المواد الإباحية الهاردكور في الولايات المتحدة حينذاك بما لا يزيد عن 10 ملايين دولار، وفي الثمانينات مع اختراع الفيديو زادت هذه التجارة على نحوٍ كبير، وظهرت بحلول مطلع التسعينات آلاف من المواقع الإباحية على الإنترنت وبدأت الكثير من الشركات بإنتاج ويبيع الأفلام الإباحية عبر الإنترنت.
وقدرت دراسات عام 2001 مجموع تجارة الإباحية ما بين 2.6 و3.5 مليار دولار أمريكي وكان توزيعها كالآتي:
| الأفلام الإباحية ++  | 500 مليون إلى 1.5 مليار |
| الإنترنت             | 1 مليار                 |
| الدفع مقابل المشاهدة | 128 مليون               |
| المجلات              | 1 مليار                 |
| المجموع              | 2.6 و3.5 مليار          |

## التأثيرات
تُعنى الأبحاث المتقصية لآثار الإباحية بعدة نتائج. خلصت دراسة بريطانية عام 2003 إلى أن ثلث المجتمع الإنجليزي يزور المواقع الإباحية على الإنترنت، مما ينعكس سلباً على العلاقة الجنسية الزوجية، وتؤدي إلى حدوث جرائم عنف واستخدام المخدرات، كما وجدت دراسة هوايت لعام 2001 البريطانية ان ارتفاع معدلات الوفيات عند الرجال في سن 20 ـ 40 عاما نظرا لإدمانهم على تلك المواقع.
وأظهرت نتائج دراسة اجريت في جمهورية التشيك عام 2010 - وهي نفس النتائج لهذه الدول أيضاً: كندا وكرواتيا والدنمارك وألمانيا وفنلندا وهونغ كونغ وشنغهاي والسويد والولايات المتحدة الأمريكية - أن الاغتصاب وغيره من الجرائم الجنسية لم يزيد من معدلاته عقب تقنين المواد الإباحية وتوفيره على نطاق واسع. وبل وجدت الدراسة أن حالات الاعتداء الجنسي على الطفل قد انخفضت منذ عام 1989 عندما أصبح الوصول إلى المواد الإباحية الخاصة بالأطفال متيسر بسهولة، وهذه الظاهرة وجدت أيضا في الدنمارك واليابان.
إحصائيات
وجد مسح إحصائي أن نسبة تزيد عن 70% من مستخدمي الإنترنت الذكور ممن تراوحت أعمارهم ما بين 18 حتى 34 سنة يقومون بزيارة ما لا يقل عن موقع إباحي واحد شهرياً. ووجدت دراسة نُشرت عام 2009 في دورية «المنظورات الاقتصادية» أن نصيب استهلاك الفرد الواحد من المواد الإباحية المدفوعة في ولاية يوتا بالولايات المتحدة هو الأكبر من نوعه في البلاد.
قدَّرت الدراسات الدولية المختلفة[بحاجة لدقة أكثر] معدلات استهلاك المواد الإباحية بنسبة 50% إلى 99% بين الرجال، و%30 إلى 86% بين النساء.
كما أظهرت الدراسات أن هناك رابطاً بين درجة التدين واستهلاك المواد الإباحية، إذ وجدت دراسة أن مشاهدة المحتوى الإباحي كان مرتبطاً بدرجة أقل من التدين. وأيدت دراسة لاحقة هذه النتيجة في كون الأشخاص الذين لم يستهلكوا المواد الإباحية أكثر تديناً من المستهلكين.

### الآثار السلبية لاستهلاك المواد الإباحية
في حين تركز معظم الأبحاث حول الأخطار المحتملة الناتجة عن استهلاك المواد الإباحية، وكيف يؤثر سلباً على سلوكيات الأفراد الجنسية ومواقفهم تجاه الجنس ومن هذه الآثار:
- تطبيق المشاهدات الجنسية في الحياة الواقعية: من خلال نظرية التعلم الاجتماعي، فقد تنقل المواد الإباحية للمشاهد سيناريو للجماع الجنسي لكي يطبقه في سلوكه الجنسيالخاص وبالتالي عندما تكون المواد الإباحية متاحة بسهولة، فيمكن أن تؤثر بشكل كبير على كيفية فهم الجماع وممارسة الجنس ولاسيما إن لم يوجد لدى من يتعرض لهذه المواد وعي جنسي كافٍ.
- ارتباط العنف بالجنس: كما وثقت عدد من الدراسات الارتباط بين استهلاك المواد الإباحية ومجموعة من الأنشطة الجنسية التي تعتبر «ممارسات غير شائعة» من وجهة نظر الباحثين، بما في ذلك الجنس الشرجي أو الجنس مع شركاء متعددين، مع فكرة أن انتشار هذه الممارسات يزيد من استهلاك المواد الإباحية، وبالمثل قيل إن عرض المواد الإباحية التي تصور الاغتصاب قد يؤدي إلى زيادة تقبل الاغتصاب، والتخيلات الجنسية العنيفة؛ على الرغم من وجود بحوث تجريبية تدحض وتنفي هذه الادعاءات.
- زيادة الاستغلال الجنسي: ففي دراسة نوعية شملت مراهقين من الأقليات العرقية، أجراها الباحث روزمان وآخرون عام 2015، وجد أن المواد الإباحية مكون عادي في حياة المشاركين اليومية، لكن في المقابل قال: "إن انتشار مواقع الويب التي ينشر فيها المستخدمون مقاطع فيديو خاصة بهم قد تزيد من احتمال قيام القاصرين بتصوير مواد إباحية، واستغلال شركائهم الجنسيين، ونشر صور جنسية فاضحة لأقرانهم، والضغط على شركائهم للقيام بأعمال جنسية قد تؤذيهم أو تزعجهم.[20]

#### انتقاد نتائج أبحاث الآثار السلبية للمواد الإباحية
وفي حين تهيمن دراسات الآثار السلبية على الأبحاث المتعلقة بالمواد الإباحية، فإن نموذج الآثار السلبية يواجه العديد من الانتقادات على مختلف الأصعدة، وخصوصا مع تنامي الدراسات التجريبية على استهلاك المواد الإباحية، سواء بين المراهقين أو بشكل عام، التي تنفي النتائج التي تظهر أن لها تأثيرات سلبية على المستخدمين.
كما فشلت العديد من الأبحاث في العثور على روابط بين عرض المواد الإباحية والمواقف السلبية حول النساء أو العلاقات. حيث وجدت دراسة أن التعرض للمواد الإباحية غير العنيفة لم يزد من أحكام الرجال على النساء كأدوات جنسية. وبالمثل، هناك دليل على أن حتى مشاهدة المحتوى الإباحي المهين للمرأة لم يغير من تقييم الرجال للكفاءة الفكرية للمرأة، أو الاهتمام الجنسي، أو الجاذبية.

### الآثار الإيجابية لاستهلاك المواد الإباحية
قام مجموعة من الباحثين عام 2015 بجمع بيانات من استطلاع عبر الإنترنت لأكثر من 5000 شاب، تبين أن الشباب يستهلكون المواد الإباحية لأسباب مختلفة، ومنها: كنشاط ترفيهي بحد ذاته أو تجربة جنسية أو بسبب الملل ولاستكشاف الهوية والميول الجنسية.
وبهدف تأسيس إطار تجريبي يمكن من خلاله فهم استهلاك المواد الإباحية كشكل من أشكال النشاط الترفيهي، قامت دراسة استطلاعية عبر إجراء مقابلات معمقة مع 35 شاباً بالغاً لديهم توجهات جنسية متنوعة من جامعة للنخبة في شمال شرق الولايات المتحدة لفهم استخداماتهم للمواد الإباحية، ووجدت أن جميع المشاركين بدأوا بمشاهدة المواد الإباحية في عمر باكر خلال فترة المراهقة، وكان متوسط العمر الافتراضي للاستهلاك الأول هو 14 عاما والأصغر سناً هو 8 سنوات، مع العلم أن استهلاك أغلب المشاركين كان مقيداً من قبل أهلهم وبهذا فإن المشاركين الذين بدأوا مشاهدة المواد الإباحية في عمر أصغر هم الذين كان لديهم وصول لحاسوب خاص وخصوصية في استعمال الإنترنت.
ولم يبد أي من المشاركين أية مخاوف بشأن استهلاكهم للمواد الإباحية. في الواقع، بدلاً من كونها مصدر قلق، كانت المواد الإباحية عنصراً عادياً في التجربة الجنسية المبكرة التي كان ينظر إليها بشكل إيجابي من قبل غالبية المشاركين، وبشكل محايد من قبل الآخرين.

## المواد الإباحية وتأثيرها على العلاقات
لم يتضح حتى الآن العلاقة بين مشاهدة المواد الاباحية وآثرها على العلاقة مع شريك الحياة، فلا توجد إجابات واضحة لأسئلة «هل يلجأ الشخص إلى المواد الإباحية لأنه غير راض عن علاقته؟ أم أن النساء يبتعدن ويفقدن الاهتمام بالجنس عندما يكتشفن أن شريكهن يقضي وقتًا جيدًا مع نجوم السينما الكبار؟».
تقول (Bridges) أن كلا السيناريوهين صحيحان على الأرجح، بناءً على الأزواج الذين قابلتهم. وبالفعل، إذا مر زوجان بفترة فتور عاطفي، فقد يشاهد الرجل المزيد من الإباحية لملء الفراغ، مما قد يشعر بعض النساء بالتهديد أو الارتباك بسبب هذا الرد. وغالباً ما يبلغون عن شعورهن بأنهن أقل جاذبية، لأنهن لسن كالممثلات الإباحيات. وكنتيجة لذلك: تقل ممارسة الجنس، وتزيد الإباحية والعلاقة ما زالت تتعثر.
ولكن الأمر ليس بهذه البساطة، ففي دراسة (Journal of Sex Research, 2013)، قام باحثون بإجراء مسح على أشخاص متزوجين أو يعيشون معاً ووجدوا أن استخدام الرجال للإباحية كان مرتبطاً بانخفاض الجودة الجنسية لكل من الرجال وشركائهم، في حين ارتبط استخدام الإناث للإباحية مع تحسن جودة العلاقة الجنسية.
كما أشارت بعض الأبحاث إلى أن النساء يملن إلى استهلاك المواد الإباحية مع شركائهن بدلاً من استهلاكها لوحدهن، في حين أن معظم مشاهدات الرجال تكون فردية ولوحدهم.
وعند دراسة الآثار السلبية لاستهلاك المواد الإباحية عند الرجال لوحدهم، وجدت بعض الأبحاث نتائج سلبية فيما يخص آراء الرجال تجاه شركائهم وعلاقاتهم ومنها:
- عندما يصبح استخدام المواد الإباحية مفرطًا لدى أحد الشريكين -عادة ما يكون الرجل- قد يكون هناك ميل للانسحاب عاطفياً من العلاقة، حيث يتحدث هؤلاء الرجال عن «تزايد السرية وتناقص الحميمية وزيادة في معدلات الاكتئاب». كما وُجد أن النساء اللواتي وصفن استخدام شركائهم للأفلام الإباحية بالمفرط عانين من ضعف في تقدير الذات وعدم الرضا الجنسي.[22]
- وجدت دراسة قام بها (Kenrick) وآخرون عام 2003 أن الرجال صنفوا شريكاتهم بأنهن أقل جاذبية وقالوا أنهم أقل حباً معهن بعد مشاهدة صور جنسية فاضحة لنساء أخريات. وافترض الباحثون أن السبب هو أن مشاهدة المواد الإباحية تقود الرجال إلى إساءة فهم شكل الجسم العاري في الحقيقة. ومن المثير للاهتمام، أن تعرض النساء لنفس المحتوى لم يؤثر أبداً على تصنيف حب المرأة لشريكها.[21]
- وفي دراسة أخرى (Zillmann & Bryant, 1988)، وبعد 6 أسابيع من التعرض للمواد الإباحية غير العنيفة لمدة ساعة واحدة أسبوعياً، أفاد كل من الرجال والنساء عن تناقص رضاهم عن عاطفة شريكهم تجاههم، وشكله، وأداءه الجنسي كما ازداد اهتمامهم بالنشاط الجنسي دون انخراط عاطفي.[21]

## تأثير الشركاء أثناء التعرض لمواد إباحية
أما بالنسبة لاستهلاك المواد الإباحية مع الشريك، ففي إحدى الدراسات البحثية التجريبية، كانت درجة الإثارة الجنسية والمتعة لدى الرجال أقل عندما كانوا يشاهدون مقاطع فيديو إباحية مع إناث غرباء مقارنة بدرجة إثارتهم عند المشاهدة مع ذكور غرباء (Lopez & George، 1995). ويعزى ذلك إلى ما يسمى «تأثير غرفة تبديل الملابس» حيث يعتقد الرجال أن النساء لا يوافقن على المواد الإباحية، وبالتالي يخفون متعتهم في وجود النساء (Lopez & George، 1995).
في دراسة أخرى، أبلغت النساء عن مشاعر أكثر إيجابية وإثارة جنسية أكبر عند مشاهدة مقاطع فيديو إباحية مع شركائهن مقارنة مع مشاهدة مقاطع الفيديو هذه مع صديقات (Lawrence & Herold، 1988). وهذه النتيجة قد تكون مرتبطة بحقيقة أن 30٪ من المشاركين الإناث قالوا إنهم استخدموا مقاطع الفيديو الجنسية كمقدمة للجماع مع شركائهم.
وبالجمع بين النتيجتين، قد تشير هذه النتائج إلى أنه على عكس الرجال، الذين يبدو أنهم يفضلون مشاهدة المواد الإباحية بمفردهم أو مع رجال آخرين، قد تكون النساء أكثر ارتياحاً عند مشاهدة المواد الإباحية مع شركائهن بدلاً من مشاهدته بمفردها أو مع الأصدقاء.
وبالتالي، فقد عزز بعض المختصين فكرة أن المشاهدة المشتركة للمقاطع الإباحية يمكن أن تكون صحية ومفيدة في علاقة ملتزمة، على الرغم من وجود القليل من الأبحاث لدعم أو دحض هذه الفكرة.

## إدمان الإباحية
في حين لا يعاني معظم مشاهدي المواد الإباحية من آثار سلبية، يمكن أن تصبح مشكلة لدى آخرين، حيث وجد استطلاع أجراه معهد كينسي أن نسبة 9% ممن يشاهدون أفلاماً إباحية قالوا إنهم حاولوا التوقف لكن «دون جدوى»، كما فقد آخرون وظائفهم لأنهم لم يستطيعوا السيطرة على الرغبة في زيارة المواقع الإباحية في العمل.
ولم يتفق الخبراء بعد على كيفية تصنيف الاستخدام المفرط للأفلام الإباحية، فقد اتفق الباحثون على تصنيفه ضمن اضطراب فرط الرغبة الجنسية في مسودة الطبعة الخامسة من الدليل التشخيصي والإحصائي للاضطرابات النفسية، ولكن قرر المراجعون أنه لم يكن هناك ما يكفي من الأدلة لتشمله كاضطراب نفسي.

## الحالة القانونية

خريطة قوانين الإباحية حول العالم (للأفراد فوق سن 18)
الإباحية قانوية
الإباحية قانونية ولكنها تخضع لبعض القيود
الإباحية مخالفة للقانون
لا تتوفر بيانات

تختلف الحالة القانونية للإباحية من بلدٍ لآخر حول العالم. تسمح غالبيّة بلدان العالم ببعض أشكال وأنواع المواد الإباحية. إن المواد المتضمنة لمشاهد إيحائية جنسية مثل تلك المستخدمة تجارياً في الإعلانات أو الواردة في الأفلام أو المسلسلات من مشاهد تعرية أو شبه تعرية تعد ملائمة للبيع في المتاجر العامة أو التسويق لها تلفازياً في معظم البلدان. أما الإباحية المتضمنة لمشاهد تصوّر ممارسات جنسية مثل الجنس المهبلي والفموي والشرجي أو الفيتيشية الجنسية فعادةً ما تخضع لقوانين وتشريعات خاصة بها. إن حيازة أي مواد تستغل الأطفال إباحياً هو محظور حظراً تاماً وجريمة يعاقب عليها القانون في الغالبية الساحقة من بلدان العالم. وتحظر كثير من البلدان المواد الإباحية المتضمنة لمشاهد عنف جنسي مثل الاغتصاب والمواد الإباحية المتضمنة لممارسات بهيمية.
تحاول معظم بلدان العالم خصوصاً المتقدمة منها منع وصول القُصَّر إلى المواد الإباحية من خلال وضع حدّ على عدد المتاجر الجنسية وعبر فلترة وتشفير الأهل للقنوات التلفزيونية الإباحية ومواقع الإنترنت الإباحية التي يمكن للأهل حجبها من مزودي خدمات الاتصالات وغيرها من السبل للحول دون منع وصول القُصَّر إلى هذه المواد قبل بلغوههم لسِنّ الرُّشد القانوني. ويشترط أن يكون عمر الفرد فوق حد معين ليستطيع الدخول إلى المتاجر الجنسية، ولا تحوي الواجهات الخارجية لهذه المتاجر عادةً أي مواد جنسية. وغالباً ما يُعتبر توزيع أي نوع من المواد الإباحية لشخص قاصر فعلاً مخالفاً للقانون. ولكن عملياً لم تؤدي هذه الجهود هدفها المنشود بسبب توفر المواد الإباحية على الإنترنت بصورة واسعة. ومثال على ذلك فشل قانون اتحادي كان قد سُنَّ في الولايات المتحدة عام 1998، يمنع وصول القُصَّر لأي مواد مؤذية من على الإنترنت. أما في المملكة المتحدة فقد أقرت الحكومة قانوناً عام 2009 يجرم حيازة ما أشار إليه القانون بـ«الصور الإباحية المتطرفة»، ويتضمن ذلك أي مواد إباحية تحتوي على أفعال قد تهدد حياة الشخص أو أفعال تصوّر ممارسة الجنس مع جثة (أو تظهر على أنها كذلك) أو ممارسة الشخص لجماع أو جنس فموي مع حيوان سواءً أحياً كان أم ميتاً. ويشترط القانون ظهور جميع هذه المواد على أنها حقيقية من وجهة نظر شخص سليم عاقل، ويعد القانون هذه الأفعال الجنسية جريمة حتى لو وافق المشاركون على القيام بها.
يمكن أن تشكل المواد الإباحية انتهاكًا لحقوق الإنسان الأساسية للمتورطين، خاصةً عندما لا يتم الحصول على الموافقة. على سبيل المثال، يعتبر الانتقام الاباحي جريمة يقوم بها الشركاء الجنسيون الساخطون عن العلاقة مع الطرف الآخر بهدف الانتقام.

## آراء الحركات النسوية

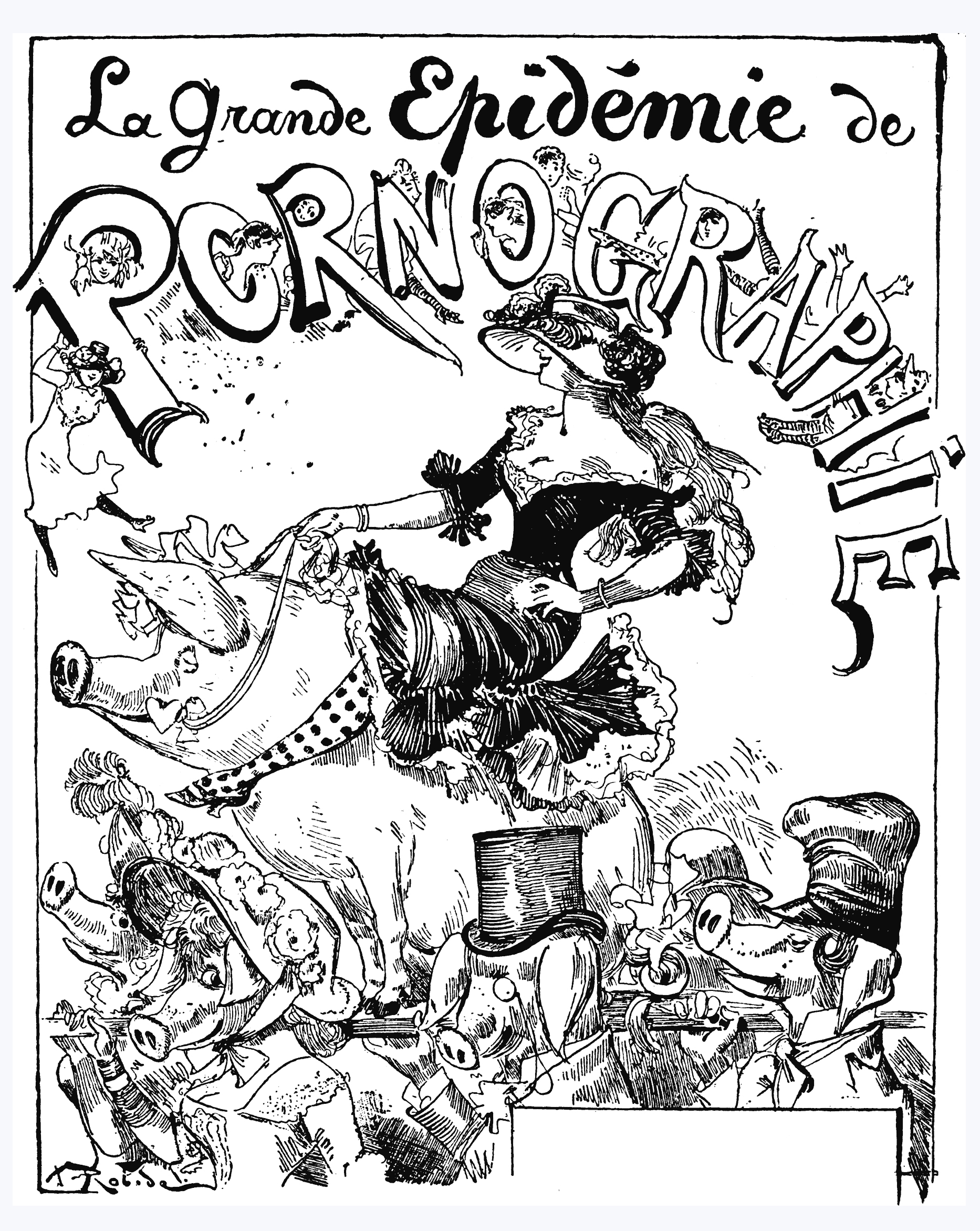
كاريكاتير فرنسي يعود لأواخر القرن التاسع عشر بعنوان «وباء الإباحية العظيم».

يرى كثير من النسويين وأنصار المرأة من أمثال أندريا دوركين وكاثرين ماكينون أن الإباحية تحط من قيمة المرأة وتلعب دوراً في انتشار العنف ضد المرأة بين من يقوم بإنتاجها ومن يقوم بمشاهدتها. ويرون أن إنتاج الإباحية يقتضي تعرض النساء اللواتي يعملن في هذا المجال للإكراه الجسدي والنفسي والمادي. كما يرون وجود تفشي للإساءة واستغلال العاملات من النساء في هذا المجال. أما من ناحية استهلاك المواد الإباحية، فيتهمون الإباحية بالترويج للهيمنة وإذلال وإخضاع المرأة وهو ما يجعل هذه الممارسات شيئاً مقبولاً ومثيراً من الناحية الجنسية، وما يترتب على ذلك من تغييرٍ لوجهات النظر الجنسية والاجتماعية وهو ما يؤدي بدوره إلى المساهمة في الاغتصاب والتحرش الجنسي. ويتهمون الإباحية بتقديمها صورة مُحرَّفة بشدة للعلاقات الجنسية وتعزيزها للمفاهيم الخاطئة حول الجنس مثل فكرة توافر واستعداد النساء بجاهزية ورغبتهن بممارسة الجنس في سائر الأوقات مع أي رجل وعلى الشروط التي يتقدم بها الرجل والاستجابة والقبول الدائم لأي تودد يبادر به الرجل. كما يرون أن بعض الأفلام الإباحية قد تؤدي إلى التأثير سلباً على إدراك الناس للمبادئ الأساسية مثل وجود تراضي من جانب طرفي للعلاقة الجنسية. حيث تُصوّر سيناريوهات هذه الأفلام استمتاع النساء بمهاجمة الرجل لهن ورفضهن لممارسة الجنس حين يطلب الرجل ذلك والدفاع عن أنفسهن عند تعرض الرجل لهن بالعنف وما تؤول إليه هذه الأفلام باستمتاع المرأة بما بادرها الرجل من عنف ليمارس معها الجنس.

## آراء الأديان

### الإسلام
يحرم الإسلام الإباحية بكل صورها تحريما مطلقا ويحرم أن ينظر الإنسان لعورات الآخرين المحرمين شرعا (هذا بخلاف الزوج والزوجة) كما في القرآن ﴿قُلْ لِلْمُؤْمِنِينَ يَغُضُّوا مِنْ أَبْصَارِهِمْ وَيَحْفَظُوا فُرُوجَهُمْ ذَلِكَ أَزْكَى لَهُمْ إِنَّ اللَّهَ خَبِيرٌ بِمَا يَصْنَعُونَ ۝٣٠ وَقُلْ لِلْمُؤْمِنَاتِ يَغْضُضْنَ مِنْ أَبْصَارِهِنَّ وَيَحْفَظْنَ فُرُوجَهُنَّ وَلَا يُبْدِينَ زِينَتَهُنَّ إِلَّا مَا ظَهَرَ مِنْهَا وَلْيَضْرِبْنَ بِخُمُرِهِنَّ عَلَى جُيُوبِهِنَّ وَلَا يُبْدِينَ زِينَتَهُنَّ إِلَّا لِبُعُولَتِهِنَّ أَوْ آبَائِهِنَّ أَوْ آبَاءِ بُعُولَتِهِنَّ أَوْ أَبْنَائِهِنَّ أَوْ أَبْنَاءِ بُعُولَتِهِنَّ أَوْ إِخْوَانِهِنَّ أَوْ بَنِي إِخْوَانِهِنَّ أَوْ بَنِي أَخَوَاتِهِنَّ أَوْ نِسَائِهِنَّ أَوْ مَا مَلَكَتْ أَيْمَانُهُنَّ أَوِ التَّابِعِينَ غَيْرِ أُولِي الْإِرْبَةِ مِنَ الرِّجَالِ أَوِ الطِّفْلِ الَّذِينَ لَمْ يَظْهَرُوا عَلَى عَوْرَاتِ النِّسَاءِ وَلَا يَضْرِبْنَ بِأَرْجُلِهِنَّ لِيُعْلَمَ مَا يُخْفِينَ مِنْ زِينَتِهِنَّ وَتُوبُوا إِلَى اللَّهِ جَمِيعًا أَيُّهَ الْمُؤْمِنُونَ لَعَلَّكُمْ تُفْلِحُونَ ۝٣١﴾ [النور:30–31] وعن أبي هريرة ""أن النبي قال (لكل بني آدم حظ من الزنا فالعينان تزنيان وزناهما النظر واليدان تزنيان وزناهما البطش والرجلان يزنيان وزناهما المشي فيما حرم الله والفم يزني وزناه قول الزور والقلب يهوى ويتمنى والفرج يصدق ذلك أو يكذبه)"" رواه مسلم وأحمد 

### المسيحية
فقد ورد في الإنجيل آيات كثيرة تحرم الإباحية تحريمًا مطلقًا، فقد جاء في إنجيل متى {من نظر إلى امرأة ليشتهيها فقد زنا بها في قلبه} وآية أخرى { فإن كانت عينك اليمنى تعثرك فأقلعها وألقها عنك.لأنه خير لك أن يهلك أحد أعضائك ولا يلقى جسدك كله في جهنم}.

## وصلات خارجية
- سوسانا برسلين (مساهمة) (20 ديسمبر 2013). "القيادة: ماذا يفعل الممثلون الإباحيون حين تتوقف الصناعة الإباحية". فوربس. مؤرشف من الأصل في 2019-09-23. (بالإنجليزية)
- الدكتوره باتريشا ديفيس سايمون نوبل وريبيكا جاي وايت (2010). تاريخ الإباحية الحديثة. موقع هيستوري دوت كوم. مؤرشف من الأصل في 2019-05-28. (بالإنجليزية)
- «الإباحية والرقابة» - موسوعة ستانفورد للفلسفة (بالإنجليزية)